# Некрасов, Семён Павлович
Семён Па́влович Некра́сов (31 августа [12 сентября] 1897, Гришинская, Архангельская губерния — 22 апреля 1938, Москва) — деятель ВКП(б), 2-й секретарь Архангельского обкома ВКП(б). Входил в состав особой тройки НКВД СССР.

## Биография
Семён Павлович Некрасов родился 31 августа (12 сентября) 1897 года в деревне Гришинская Архангельской губернии. В 1916—1918 годах в составе Русской армии участвовал в Первой мировой войне. В 1919 году вступил в члены ВКП(б), после чего его дальнейшая жизнь была связана с партийными структурами.
- 1924—1927 годы — председатель Исполкома Шенкурского уездного совета в Архангельской губернии.
- 1927—1929 годы — председатель Исполкома Онежского уездного совета Архангельской губернии, председатель Исполкома Архангельского уездного совета.
- 1930—1935 годы — инструктор, заведующий сектором Северного крайкома ВКП(б), заведующий сектором Архангельского горкома ВКП(б).
- 1935—1937 годы — заместитель заведующего Отделом руководящих партийных органов Северного краевого — областного комитета ВКП(б).
- март-октябрь 1937 года — заведующий Отделом руководящих партийных органов Северного — Архангельского обкома ВКП(б).
- октябрь-ноябрь 1937 года — 2-й секретарь Архангельского обкома ВКП(б). Этот период отмечен вхождением в состав особой тройки, созданной по приказу НКВД СССР от 30.07.1937 № 00447[2] и активным участием в сталинских репрессиях[3].

## Завершающий этап
Арестован 21 ноября 1937 года Приговорён к ВМН ВКВС СССР 22 апреля 1938 года. Обвинялся по статьям 58-8, 58-11 УК РСФСР. Расстрелян в день вынесения приговора. Реабилитирован 11 мая 1957 года.